# Vincenzo Berardis
Vincenzo Ermete Luigi Berardis (* 21. Juni 1889 in Dongo; † 1954 in Stresa) war ein italienischer Diplomat.

## Leben
Berardis schloss ein Studium der Politikwissenschaft und der Kolonialwissenschaft am 25. November 1912 an der Universität Rom ab, wo ihm am 10. Juli 1913 ein Diplom der Wirtschaftswissenschaft verliehen wurde.
Am 20. Juli 1920 trat er in den auswärtigen Dienst. 1921 wurde er als Vizekonsul nach Split entsandt. 1922 wurde er an der Gesandtschaft in Belgrad beschäftigt, 1924 an der Gesandtschaft in Rio de Janeiro, 1925 an der Gesandtschaft in Caracas, 1926 an der Gesandtschaft in Helsingfors und 1928 an der Gesandtschaft in Athen.
Berardis war von Juli 1933 bis 1938 Botschaftsrat an italienischen Botschaft in Moskau. Von 1938 bis 1944 war er Botschafter in Dublin. Als solcher setzte er im Februar 1942 durch, dass aus der irischen Version des Films Sundown (1941 film) Szenen entfernt wurden, die nach seiner Auffassung die Ehre der italienischen Armee angegriffen.